# Place du Cabildo
 (novembre 2023).
La place du Cabildo (espagnol : plaza del Cabildo) est une place semi-circulaire de Séville, en Andalousie. Elle est située dans le quartier de l'Arenal, dans le Casco Antigo (centre historique) de la ville. Elle est adjacente à la cathédrale de la ville. 

## Source de traduction
- (es) Cet article est partiellement ou en totalité issu de l’article de Wikipédia en espagnol intitulé « Plaza del Cabildo (Sevilla) » (voir la liste des auteurs).